# 1313 Берна
1313 Берна (1313 Berna) — астероїд головного поясу, відкритий 24 серпня 1933 року.
Тіссеранів параметр щодо Юпітера — 3,323.